# Imperial Earth
Imperial Earth (Pământ imperial) este un roman științifico-fantastic al scriitorului britanic Arthur C. Clarke. A apărut în 1975 la editura Gollancz.  Cartea prezintă pe Duncan Makenzie, în călătoria sa spre Pământ după ce a plecat din casa lui de pe Titan, în mare parte ca o vizită diplomatică în SUA pentru pentacentenarul său din 2276, dar și pentru a obține o clonă a lui însuși. Cartea a fost publicată la timp pentru bicentenarul SUA din 1976

## Prezentare
Duncan Makenzie este ultimul dintr-o generație a "primei familii" a lui Titan, un satelit colonizat al planetei Saturn. Fondată de bunicul său Malcolm Makenzie la începutul secolului al 23-lea, economia de pe Titan a înflorit pe baza recoltării și vânzării hidrogenului extras din atmosferă, care este folosit pentru a alimenta motoarele de fuziune ale navelor spațiale interplanetare.
La începutul cărții, în anul 2276, o serie de factori se combină pentru a face necesară o vizită diplomatică în "lumea mamă" (Pământul). 